# Floriano Neves da Fontoura
Floriano Neves da Fontoura (Cachoeira do Sul, 1897 — Cachoeira do Sul, 9 de Outubro de 1950) foi um político e fazendeiro brasileiro.
Foi eleito deputado estadual, pelo PTB, para a 37ª Legislatura da Assembleia Legislativa do Rio Grande do Sul, de 1947 a 1951, vindo a falecer um ano antes do término de seu mandato. 
Foi representante do IRGA em Cachoeira do Sul e o presidente da primeira Festa Nacional do Arroz (Fenarroz), realizada em 1941. Compôs a comissão responsável pela elaboração do regulamento interno do Hospital de Caridade e Beneficência de Cachoeira do Sul, em Abril de 1940. Em sua homenagem a praça da Igreja Santo Antônio em Cachoeira do Sul recebeu seu nome. 
Filho do Coronel Isidoro Neves da Fontoura, irmão do embaixador do Brasil em Portugal e Ministro das Relações Exteriores João Neves da Fontoura e tio do general Carlos Alberto da Fontoura, chefe do Serviço Nacional de Informações e embaixador do Brasil em Portugal entre 1974 e 1978. Casou-se com Laura Danzmann, neta de Friedrich Danzmann, um dos primeiros imigrantes alemães da Colônia de Santo Ângelo, com quem teve doze filhos.